# Ellipteroides saxicola
Ellipteroides saxicola är en tvåvingeart som först beskrevs av Alexander 1923.  Ellipteroides saxicola ingår i släktet Ellipteroides och familjen småharkrankar. Inga underarter finns listade i Catalogue of Life.